# Claude Dry
Pour les articles homonymes, voir Dry.
Pas d'image ? Cliquez ici

a Compétitions nationales et continentales officielles uniquement.

Dernière mise à jour le 26 septembre 2022.
Claude Dry, né le 29 octobre 1985 à Durban, est un joueur sud-africain de rugby à XV évoluant au poste de deuxième ligne.

## Biographie
Claude Dry est né en Afrique du Sud, à Durban. À ses 13 ans, il pratique autant le karaté que le rugby à XV, ce dernier devenant plus tard son sport de prédilection.
Alors qu'il évoluait sous le maillot des Natal Sharks, il rejoint en 2006 la France pour un contrat en tant que joker médical, avec le Montluçon Rugby évoluant alors en Fédérale 1.
Il signe la saison suivante un contrat professionnel avec le FC Grenoble en Pro D2.
En 2010, il signe un contrat de deux saisons avec l'US Dax. Il prolonge ensuite d'une saison supplémentaire.
Il intègre par la suite la Section paloise. Lors de la 2e journée de la saison 2016-2017 de Top 14, il quitte le club béarnais à l'amiable en raison de son faible temps de jeu, où il évoluait depuis 2013. Il rejoint alors l'US Montauban, disputant alors la Pro D2.
En mars 2019, alors qu'il est en fin de contrat imminente, Dry signe un contrat avec l'US Carcassonne pour la saison à venir.
Sans club pour la saison 2021-2022, il évolue par la suite en division amateur, s'engageant avec le CA Castelsarrasin en Fédérale 1 pour une ultime saison. En parallèle, il devient sapeur-pompier volontaire au centre de secours de Montauban 
à partir de juin 2022.

## Palmarès
- Championnat de France de 2e division :
  - Vainqueur : 2015 avec la Section paloise.